# Albert von Rhamm
Friedrich Franz Karl Albert von Rhamm (* 7. September 1846 in Helmstedt; † 28. Oktober 1924 in Braunschweig) war ein deutscher Rechtshistoriker, Richter, Mitglied des Braunschweigischen Landtages und Landessyndikus.

## Leben
Rhamm entstammte einer Juristenfamilie. Sein Vater Eduard war der letzte Präsident des Obergerichtes Wolfenbüttel, wo Albert von Rhamm bis 1865 das Gymnasium besuchte. Anschließend studierte er bis 1868 Jura in Göttingen, Kiel, Berlin und Tübingen. Er war Teilnehmer des Deutsch-Französischen Krieges von 1870/71. Ab 1875 arbeitete Rhamm am Wolfenbütteler Kreisgericht. Nachdem er bereits Stadtverordneter in Wolfenbüttel war, wurde er von der Bürgerschaft 1882 in den Braunschweigischen Landtag gewählt. Am 27. März 1884 trat er die Nachfolge von Albert von Otto als Landessyndikus an, wozu er einstimmig von der Landesversammlung gewählt wurde. Aufgrund eines fortschreitenden Gehörleidens beantragte Rhamm 1898 seine vorzeitige Pensionierung, die jedoch aufgrund seiner großen Verdienste von der Landesversammlung wiederum einstimmig abgelehnt wurde. Nachdem seine Schwerhörigkeit aber weiter zunahm, ging er schließlich 1908 in den Ruhestand.
Rhamm hatte zahlreiche Ehrenämter inne, so war er im Vorstand des „Vaterländischen Museums“, dem heutigen Braunschweigischen Landesmuseum. Darüber hinaus war er im Landesverein des Roten Kreuzes und Mitglied der Ehrlichen Kleiderseller zu Braunschweig.
Aus der Ehe mit seiner Frau Emma geb. Spies gingen vier Kinder hervor, darunter die Tochter Käthe, verheiratete Buchler, eine bekannte Amateurfotografin des frühen 20. Jahrhunderts. Das Adelsprädikat „von“ hat Albert von Rhamm 1914 wiederaufgenommen.

## Werke (Auswahl)
- Die betrüglichen Goldmacher am Hofe des Herzogs Julius von Braunschweig: nach den Proceßakten. 1883.
- Hexenglaube und Hexenprocesse, vornämlich in den braunschweigischen Landen. 1882.
- Die Neuordnung der Regierungsverhältnisse in Braunschweig. 1907.
- Das Staatsrecht des Herzogtums Braunschweig. Mohr, Tübingen 1908, DNB 362149143.
- Umriß der braunschweigischen Verfassungsgeschichte. 1907.
- Verfassungsgesetze des Herzogtums Braunschweig. 1900.